# 可那木单抗
可那木单抗（INN：Conatumumab；开发代号：AMG-655），或译可那妥木单抗，是一种用于治疗癌症的单克隆抗体。它是一种全人源单克隆激动剂抗体，针对人肿瘤坏死因子相关凋亡诱导配体（TRAIL）受体2（TR-2，死亡受体5）的胞外结构域，具有潜在的抗肿瘤活性。可那木单抗模仿天然TRAIL的活性，结合并激活TR-2，从而激活胱天蛋白酶级联反应并诱导肿瘤细胞凋亡。TR-2由多种实体瘤和造血来源的癌症表达。
该药物由安进公司开发。2008 年，武田从安进公司获得该药物在日本的开发许可，但于2011年停止开发。 